# Чичкани
Чичка́ни (рос. Чичканы, чув. Чĕчкен) — присілок у складі Комсомольського району Чувашії, Росія. Входить до складу Чичканського сільського поселення.
Населення — 843 особи (2010; 845 у 2002).
Національний склад:
- татари — 99 %